# Дыховская ГЭС-ГАЭС
Дыховская ГЭС-ГАЭС — гидроаккумулирующая электростанция на западе Польши в Любуском воеводстве.
Расположена на реке Бубр (левый приток Одры). Возле села Krzywa течение реки перегорожено плотиной, которая позволяет направлять воду в деривационный канал длиной 20,4 км, тянущийся по высотам левого берега Бубра и впадающий в верхний резервуар ГАЭС — Дыхувецкое озеро. Эта схема позволяет пополнять его как за счет естественного стока, так и закачиванием воды из нижнего резервуара, которым служит другое водохранилище на том же Бубре, созданное плотиной Stary Raduszec (в 4,5 км ниже по течению от ГАЭС).
Построенная в 1933—1937 годах, станция работала до 1945-го. Повторно её ввели в эксплуатацию в 1952-м, на тот момент она была оборудована двумя турбинами типа Каплан производства ЛМЗ (Ленинград, ныне Санкт-Петербург) и двумя насосами швейцарской компании Escher Wyss. В 1965 году к ним добавили третью турбину того же завода и ещё два насоса польского производства компании Swidnicka Fabryka Urazden Przemyslowych (SFUP). Это довело мощность ГЭС до 79,5 МВт.
В 2000—2007 годах станция прошла через серьёзную модернизацию, в результате которой её мощность выросла до 91 МВт, а проектное годовое производство электроэнергии с 98 до 120 млн кВт-ч. Эффективность аккумулирующего цикла при этом возросла от 61 % до 71 %.